# The Enforcer
The Enforcer (bra: Sem Medo da Morte; prt: Harry, o Implacável) é um filme norte-americano de 1976, sendo o terceiro da série Dirty Harry. É estrelado por Clint Eastwood e dirigido por James Fargo.

## Sinopse
Após o assassinato de um colega durante uma série de ataques em São Francisco, o inspetor Harry Callahan assume o caso com a ajuda de sua nova parceira, a inspetora Kate Moore. A dupla investiga um grupo armado responsável por roubar armamento militar e sequestrar o prefeito da cidade. Enquanto os superiores de Callahan atribuem os crimes a uma organização política, ele contesta a versão oficial e conduz a investigação por outro caminho, que termina com um confronto nas ruínas da antiga prisão de Alcatraz.

## Elenco principal
- Clint Eastwood como Inspetor Harry Callahan
- Tyne Daly como Inspetora Kate Moore
- Harry Guardino como Tenente Al Bressler
- Bradford Dillman como Capitão McKay
- John Mitchum como Inspetor Frank DiGeorgio
- DeVeren Bookwalter como Bobby Maxwell
- Albert Popwell como 'Big' Ed Mustapha

## Recepção

### Bilheteria
The Enforcer teve desempenho comercial notável após seu lançamento, arrecadando US$ 8,85 milhões na estreia e alcançando US$ 46,2 milhões nos mercados norte-americanos. Foi o título mais rentável da série Dirty Harry até ser superado por sua sequência de 1983.

### Crítica
O Rotten Tomatoes atribuiu ao filme uma aprovação de 69%, com base em 39 críticas.

## Sequências
- Sudden Impact (1983)
- The Dead Pool (1988)